# Copa Intercontinental 1991
La Copa Intercontinental 1991 fue la trigésima edición del torneo que enfrentaba al campeón de la Copa Libertadores de América con el campeón de la Copa de Campeones de Europa. Se llevó a cabo en un único encuentro jugado el 8 de diciembre de 1991 en el Estadio Nacional de la ciudad de Tokio, en Japón.
Fue disputada por Colo-Colo de Chile, campeón de la Copa Libertadores 1991, y Estrella Roja de Yugoslavia, campeón de la Copa de Campeones de Europa 1990-91. A pesar de tener de afrontar todo el segundo tiempo con un futbolista menos tras la expulsión de su capitán Dejan Savićević, el conjunto balcánico logró imponerse con una terminante victoria por 3-0. Fue el primer título en la competición para Estrella Roja, y la única vez que un cuadro yugoslavo conseguía coronarse campeón del mundo.

## Equipos participantes
| Conmebol (Sudamérica) |  | Colo-Colo     |  | Campeón de la Copa Libertadores de América (1991)   |
| UEFA (Europa)         |  | Estrella Roja |  | Campeón de la Copa de Campeones de Europa (1990-91) |

## Sede
| Japón               |          |
| Ciudad              | Estadio  |
| Tokio               | Nacional |
|                     |          |
| 57 363 espectadores |          |

## Ficha del partido
| 1          | POR        | Zvonko Milojević   |  |
| 5          | DEF        | Miodrag Belodedici |  |
| 2          | DEF        | Duško Radinović    |  |
| 6          | DEF        | Ilija Najdoski     |  |
| 11         | DEF        | Siniša Mihajlović  |  |
| 3          | DEF        | Goran Vasilijević  |  |
| 7          | MED        | Vlada Stošić       |  |
| 4          | MED        | Vladimir Jugović   |  |
| 8          | MED        | Milorad Ratković   |  |
| 10         | MED        | Dejan Savićević    |  |
| 9          | DEL        | Darko Pančev       |  |
| Entrenador | Entrenador | Vladimir Popović   |  |

| 1          | POR        | Daniel Morón         |     |
| 6          | DEF        | Lizardo Garrido      |     |
| 4          | DEF        | Javier Margas        |     |
| 3          | DEF        | Miguel Ramírez       |     |
| 8          | DEF        | Agustín Salvatierra  | 65' |
| 2          | MED        | Gabriel Mendoza      |     |
| 5          | MED        | Eduardo Vilches      |     |
| 7          | MED        | Marcelo Barticciotto |     |
| 10         | MED        | Jaime Pizarro        |     |
| 9          | DEL        | Patricio Yáñez       |     |
| 11         | DEL        | Rubén Martínez       | 60' |
| Entrenador | Entrenador | Mirko Jozić          |     |

| 16 | DEL | Hugo Rubio        | 60' |
| 14 | DEL | Ricardo Dabrowski | 65' |

| Anotado | 19' | Vladimir Jugović | 1:0 |
| Anotado | 58' | Vladimir Jugović | 2:0 |
| Anotado | 72' | Darko Pančev     | 3:0 |

| Amonestado | 46' | Siniša Mihajlović |
| Amonestado | 49' | Goran Vasilijević |

| Amonestado | 42' | Miguel Ramírez |

| Expulsado | 43' | Dejan Savićević |

| Árbitro             | Kurt Röthlisberger   |
| Árbitros asistentes | Samuel Yam-Ming Chan |
| Árbitros asistentes | Kiichiro Tachi       |

| 1          | POR        | Zvonko Milojević   |  |
| 5          | DEF        | Miodrag Belodedici |  |
| 2          | DEF        | Duško Radinović    |  |
| 6          | DEF        | Ilija Najdoski     |  |
| 11         | DEF        | Siniša Mihajlović  |  |
| 3          | DEF        | Goran Vasilijević  |  |
| 7          | MED        | Vlada Stošić       |  |
| 4          | MED        | Vladimir Jugović   |  |
| 8          | MED        | Milorad Ratković   |  |
| 10         | MED        | Dejan Savićević    |  |
| 9          | DEL        | Darko Pančev       |  |
| Entrenador | Entrenador | Vladimir Popović   |  |

| 1          | POR        | Daniel Morón         |     |
| 6          | DEF        | Lizardo Garrido      |     |
| 4          | DEF        | Javier Margas        |     |
| 3          | DEF        | Miguel Ramírez       |     |
| 8          | DEF        | Agustín Salvatierra  | 65' |
| 2          | MED        | Gabriel Mendoza      |     |
| 5          | MED        | Eduardo Vilches      |     |
| 7          | MED        | Marcelo Barticciotto |     |
| 10         | MED        | Jaime Pizarro        |     |
| 9          | DEL        | Patricio Yáñez       |     |
| 11         | DEL        | Rubén Martínez       | 60' |
| Entrenador | Entrenador | Mirko Jozić          |     |

| 16 | DEL | Hugo Rubio        | 60' |
| 14 | DEL | Ricardo Dabrowski | 65' |

| Anotado | 19' | Vladimir Jugović | 1:0 |
| Anotado | 58' | Vladimir Jugović | 2:0 |
| Anotado | 72' | Darko Pančev     | 3:0 |

| Amonestado | 46' | Siniša Mihajlović |
| Amonestado | 49' | Goran Vasilijević |

| Amonestado | 42' | Miguel Ramírez |

| Expulsado | 43' | Dejan Savićević |

| Árbitro             | Kurt Röthlisberger   |
| Árbitros asistentes | Samuel Yam-Ming Chan |
| Árbitros asistentes | Kiichiro Tachi       |

|                       |
| Bandera de Yugoslavia |
| Campeón Estrella Roja |
| 1.er título           |